# Jazzbeaux Collins
Albert Richard „Al Jazzbo“ Collins, auch Jazzbeaux Collins, (* 4. Januar 1909 in Rochester, New York; † 30. September 1997 in Marine County, Kalifornien) war ein US-amerikanischer Discjockey des Jazz und Hörfunk- und Fernsehmoderator.

## Leben
Collins wuchs in Long Island auf und besuchte 1941 die University of Miami, um Lehrer zu werden. Als Ansager im Radioprogramm des Campus kam er auf die Idee, ganz zum Radio zu wechseln und brach sein Studium ab. Über Zwischenstationen in Logan (West Virginia) (in einem Sender für Bluegrass-Musik), Pittsburgh, Chicago und Salt Lake City kam er 1950 nach New York City, wo er beim Radiosender WNEW und ab 1955 im Radio Nachrichtenprogramm Monitor von NBC wirkte. Bei WNEW hatte er eine damals angesagte Jazz-Sendung, in der er vorgab aus einem höhlenartigen Studio namens Purple Grotto tief unter Manhattan zu senden, bevölkert mit einer 176 Jahre alten, purpurnen, Paul Desmond und Dave Brubeck verehrenden tasmanischen Eule namens Harrison, einem Flamingo Leah (who liked music to fly by), der Dixieland-liebenden Krähe Clyde und dem weiblichen Chameleon und Swing-Fan Jukes, das eine von Dr. Caligari entworfene Jukebox bewohnte. Unterlegt wurde seine Moderation (mit Lieblingsthemen neben Jazz wie schnellen Autos, fliegenden Untertassen und Kulinarischem) von Easy Listening Piano-Spiel von Nat King Cole. In der Sendung traten unter anderem Art Tatum auf (sechs Monate lang Live) und Count Basie mit Orchester.
Kurzzeitig war er auch 1957 fünf Wochen Gastgeber der Tonight Show im NBC Fernsehsender als Nachfolger von Steve Allen. 1959 wechselte er an die Westküste nach San Francisco, wo er eine Radioshow Collins on the clouds bei KSFO und eine TV-Vormittags Sendung The Al Collins Show bei KGO-TV hatte, in der er seine Gäste, die er teilweise von der Straße holte, in einem Friseurstuhl interviewte und kurz in mexikanischem Banditenkostüm auftreten ließ mit einem Satz aus Der Schatz der Sierra Madre von John Huston. Danach war er in den 1960er Jahren bei verschiedenen Radiosendern in Los Angeles. Ab 1969 war er in Pittsburgh, wo er auch ab 1973 eine eigene Fernsehsendung Jazzbeauxz Rehearsal hatte. Ab 1976 war er wieder in San Francisco, wo er unter anderem für KGO arbeitete. Er wechselte noch mehrmals zwischen Kalifornien und New York City, wo er 1981–1983 und 1986–1990 wieder für WNEW moderierte. Zuletzt hatte er eine wöchentliche Jazzsendung für den Sender KCSM des College of San Mateo in Kalifornien, wiederum aus seiner Purple Grotto. Er starb an Bauchspeicheldrüsenkrebs.
Seinen Namen Jazzbo, den er seit seiner Zeit in Chicago beim Sender WIND hatte und 1969 in Jazzbeaux wechselte (und als offiziellen Vornamen eintragen ließ), hatte er vom Namen von Ansteck-Krawatten, die in Hipster-Jazzkreisen der 1940er Jahre Mode waren. Der äußeren Erscheinung nach trug der gewichtige Collins einen Spitzbart à la Dizzy Gillespie, dem er auch mit Brille und (bisweilen) Baskenmütze optisch nahekam. In den USA hatte er auch nach seinem Tod eine eigene Fangemeinde (Al ´s Pal´s).
Er veröffentlichte auch einige Platten mit seinem Hipster-Talk, so 1953 für Brunswick Records (unter anderem mit seinem Hit Little Red Riding Hood – a Grimm fairy tale for Hip Kids nach dem Text von Steve Allen in Down Beat mit Lou Stein am Klavier, das sich über 750.000 mal verkaufte), 1954 für Capitol Records (Collins engagierte nach dem Erfolg einen eigenen Texter für weitere Fairy Tales for Hip Kids, wie Snow White, Jack and the Beanstalk), 1967 A lovely bunch of Al Jazzbo Collins (von Jazzbo and the Bandidos, mit Steve Allen, Terry Gibbs) und 1983 für das Label Doctor Jazz von Bob Thiele wiederum mit Steve Allen (Steve Allen´s Hip Fables, mit Slim Gaillard, der auch Übersetzungen in gefälschtes Spanisch beisteuerte, Ray Mantilla). 1955 war er auch an als Moderator an einer von seinem Radiosender gesponserten Live-Aufnahme East Coast Jazz Scene beteiligt unter anderem mit Coleman Hawkins und Gene Quill, die ebenfalls als Platte erschien.